# Барон Вентри
Барон Вентри из Вентри в графстве Керри — наследственный титул в системе Пэрства Ирландии. Он был создан 31 июля 1800 года для сэра Томаса Маллинса, 1-го баронета (1736—1824). 7 декабря 1797 года для него был создан титул баронета из Бернема в графстве Керри (Баронетство Ирландии). Семейство Маллинс происходило от нормандской семьи де Молейнс. Внук первого барона, Томас Таунсенд Аремберг де Молейнс, 3-й барон Вентри (1786—1868), который сменил своего дядю в 1827 году, в 1841 году получил королевское разрешение на возобновление древней фамилии «де Молейнс». Его сын, Дэйроллес Блэкени Эвели де Молейнс, 4-й барон Вентри (1828—1914), заседал в Палате лордов Великобритании в качестве ирландского пэра-представителя с 1871 по 1914 год. Лорд Вентри также принял дополнительную фамилию «Эвели», которую ранее носили его предки. Его младший сын, Артур Уильям Эвели де Молейнс, 6-й барон Вентри (1864—1936), женился на Эвелин Мюриэль Стюарт Дабени. По состоянию на 2014 год носителем титула являлся его внук, Эндрю Гарльд Уэсли де Молейнс, 8-й барон Вентри (род. 1943), который сменил своего дядю в 1987 году. В 1966 году он принял фамилию «Дабени де Молейнс».
Фамильная резиденция — Бернем-хаус в окрестностях Дингла в графстве Керри.

## Бароны Вентри (1800)
- 1800—1824: Томас Маллинс, 1-й барон Вентри[англ.] (25 октября 1736 — 11 января 1824), сын Уильяма Маллинса (1691—1761) из Бернема[1]
- 1824—1827: Уильям Таунсенд Маллинс, 2-й барон Вентри[англ.] (25 сентября 1761 — 5 октября 1827), старший сын предыдущего[2]
- 1827—1868: Томас Таунсенд Аремберг де Молейнс, 3-й барон Вентри[англ.] (январь 1786 — 18 января 1868), единственный сын достопочтенного Таунсенда Маллинса (1763—1799), второго сына 1-го барона Вентри[3]
- 1868—1914: Дэйроллес Блэкени Эвели де Молейнс, 4-й барон Вентри[англ.] (22 января 1828 — 8 февраля 1914), старший сын предыдущего[4]
- 1914—1923: Подполковник Фредерик Россмор Вочоуп Эвели де Молейнс, 5-й барон Вентри[англ.] (11 декабря 1861 — 22 сентября 1923), второй сын 4-го барона Вентри, старший сын предыдущего[5]
- 1923—1936: Артур Уильям Эвели де Молейнс, 6-й барон Вентри (6 апреля 1864 — 6 июля 1936), младший брат предыдущего[6]
- 1936—1987: Артур Фредерик Дабени Олав Эвели де Молейнс, 7-й барон Вентри (28 июля 1898 — 7 марта 1987), старший сын предыдущего[7]
- 1987 — настоящее время: Эндрю Гарольд Уэсли Дабени де Молейнс, 8-й барон Вентри (род. 28 мая 1943), единственный сын достопочтенного Фрэнсиса Александра Иннса Эвели де Молейнса (1901—1964), племянник предыдущего[8]
  - Наследник титула: достопочтенный Фрэнсис Уэсли Дабени де Молейнс (род. 1 мая 1965), единственный сын предыдущего[9].